# Calopteryx virgo

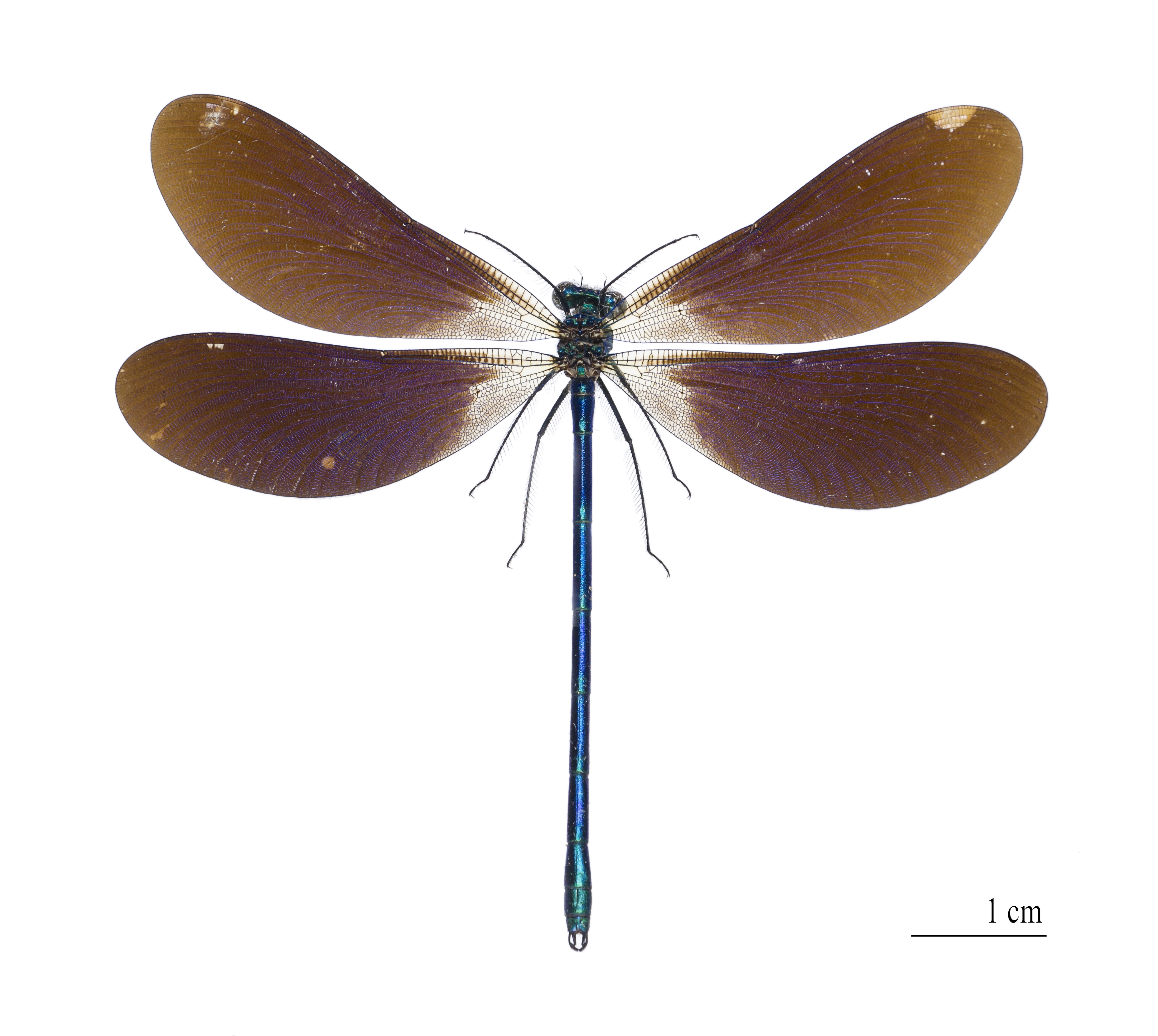
Calopteryx virgo meridionalis – Museo campione

La splendente di fonte (Calopteryx virgo Linnaeus, 1758) è un insetto della famiglia Calopterygidae (Odonata: Zygoptera).

## Descrizione

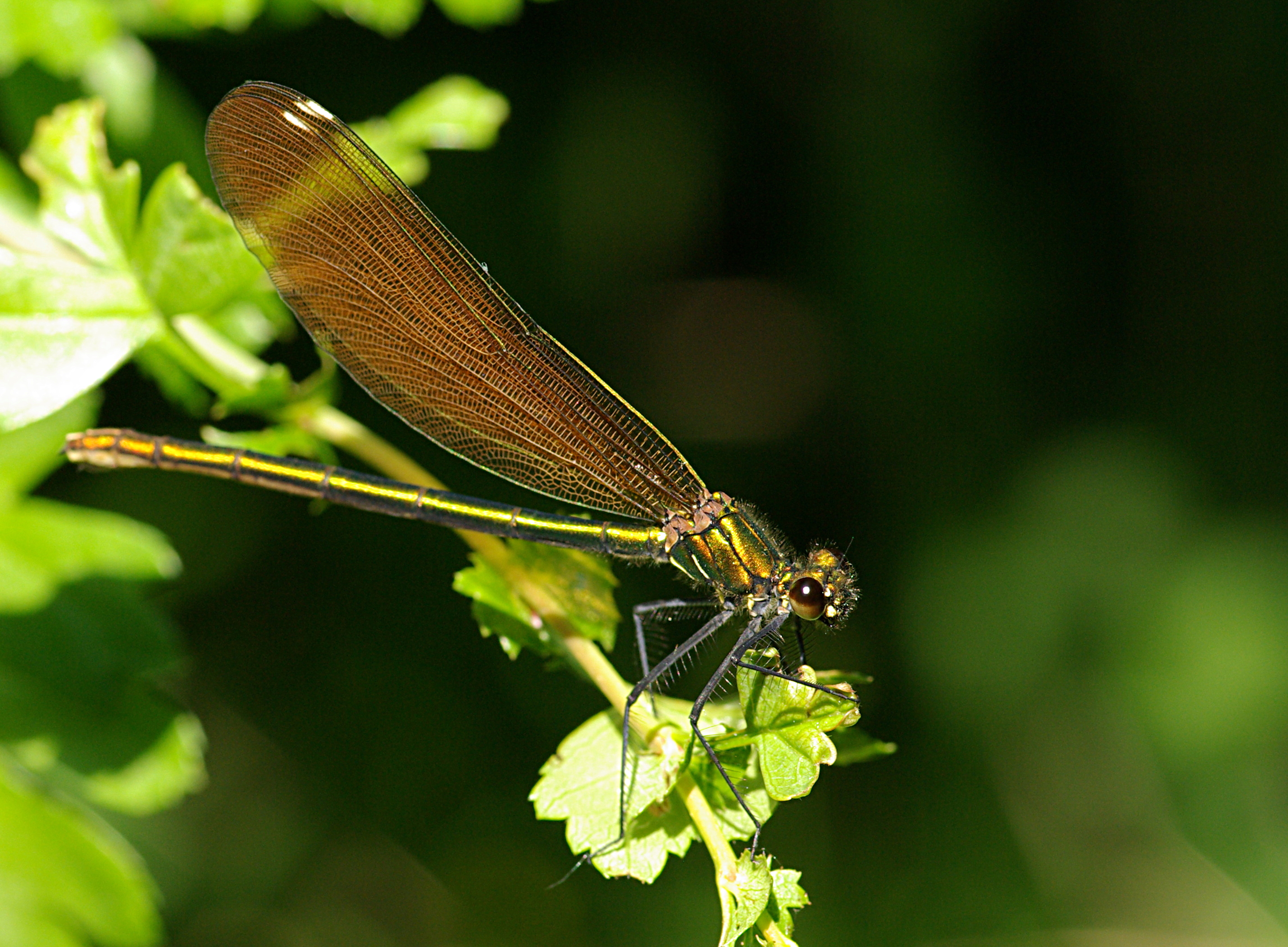
Femmina

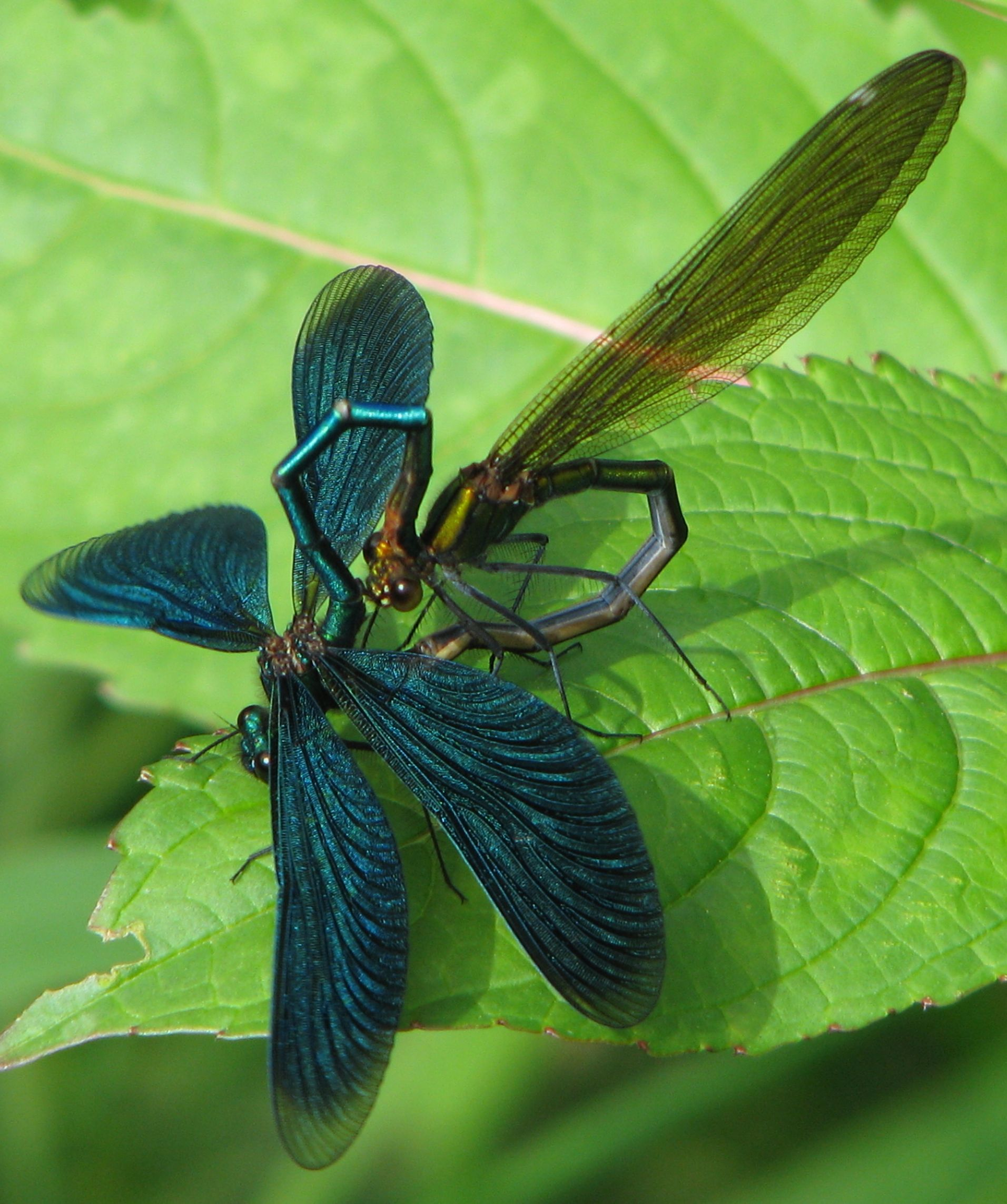

Gli adulti presentano livree eleganti, con colorazioni metalliche differenti nei due sessi. Le ali del maschio, inizialmente brune, diventano con il tempo di colore blu metallico, mentre il corpo è colore blu-verde metallico, colorazione che si estende anche ad alcune nervature longitudinali. Gli ultimi segmenti addominale dei maschi sono rosati. La femmina ha ali brune e corpo bruno-verdastro con riflessi iridescenti.
La morfologia è quella tipica degli Zygoptera: il capo è dicoptico e le ali anteriori sono uguali, nella forma e nello sviluppo, a quelle posteriori. In posizione di riposo sono reciprocamente accostate e tenute verticali. Le larve sono provviste di tre lobi respiratori caudali.
Come in tutti gli Zygoptera, è un mediocre volatore e l'ovideposizione è endofitica.

## Distribuzione e Habitat
Specie ad ampia distribuzione nel Paleartico occidentale, è presente dalla penisola Iberica e dalle isole Britanniche fino agli Urali e alla Siberia a Est, dove lascia il posto alla congenere C. japonica. Comune in Europa centrale e al Nord, dove raggiunge il circolo polare artico, diventa sempre più localizzata scendendo alle latitudini più basse, dove si trovano poche popolazioni isolate (nord-Africa, Anatolia, isole mediterranee). In Italia è comune in pianura Padana e lungo la dorsale appenninica, mentre è rara sul litorale tirrenico e al Sud, dove è assente in Puglia e non è mai stata confermata nelle isole maggiori. La specie predilige acque correnti limpide, fredde e ossigenate, possibilmente boscate e di piccole dimensioni, come fontanili, ruscelli e sorgenti.

## Tassonomia
In Italia sono presenti due sottospecie: Calopteryx virgo padana, presente solo nel Nord Italia, e Calopteryx virgo meridionalis, diffusa in tutto il territorio nazionale.